# Make It Look Easy
《Make It Look Easy》是韓國女子團體LE SSERAFIM的紀錄片，於2024年7月29日在HYBE LABELS的YouTube頻道上公開。該系列紀錄片共分為五集，深入展示了團體成員在過去12個月內的日常生活與舞台背後的故事。名稱來自於他們的迷你專輯《EASY》的同名歌曲裡的歌詞。這是繼2022年9月推出的《The World Is My Oyster》之後第二部紀錄片。
預告片分別於7月27日與7月28日發布。

## 介紹
紀錄片主要聚焦於LE SSERAFIM成員的個人反思、音樂創作過程以及她們在面對公眾和自我期待下的挑戰。每一集均專注於不同的成員，展現她們的內心世界和職業生涯的點滴。
- 金采源：團體的隊長，分享了她的堅定決心與韌性，表示她避免抱怨疲憊以防自己感到脆弱。
- 宮脇咲良：日本成員，講述了她的宏大夢想，希望即使不能實現，也會因為努力而感到滿足。
- 許允眞：她的目標是創作能夠傳遞正能量的音樂，反映個人的經歷和情感。
- 中村一叶：討論了她在面對不安全感和自我懷疑時保持積極態度的努力。
- 洪恩採：坦誠了她對公眾看法的恐懼，特別是在她不再像現在這樣頻繁微笑時的擔憂。[4]

### 第一集
這一集展示了成員們在繁忙的行程和高壓下如何努力保持專業，並通過真誠的分享讓觀眾了解她們的內心世界和職業生涯中的挑戰。聚焦於成員們在2022年末和2023年初的日常生活和工作。
影片開始於2022年11月22日，成員們在排練室為年底的演出做準備。雖然疲憊不堪，但她們仍然努力保持高昂的士氣。金采源強調了她們對完美表演的強烈渴望，並坦言對未來的擔憂和自我要求的高標準。
紀錄片深入探討了成員洪恩採的心聲。她坦誠經常在社交媒體上查看關於她的評論，擔心當自己不再經常微笑時，公眾會有什麼反應。這段片段引發了粉絲們的關注和擔憂，許多粉絲在社交媒體上表達了對她的支持和心疼。
接下來的部分記錄了2023年1月22日，成員們為她們的日本首秀做準備。她們在練習室中展示了對日本市場的重視和期待，分享了在日本活動的緊張與興奮，並談論了當地粉絲的熱情反應。她們表示，對粉絲的支持非常感激，這讓她們在異國他鄉感到安慰和鼓舞。
在發行正規專輯《UNFORGIVEN》前的幾天，成員們在2023年4月26日的練習室中進行最後的準備。洪恩採因過度勞累和壓力出現了健康問題，其他成員對此表示擔憂，並給予她支持和安慰。這一集真實地展示了成員們在面對壓力和挑戰時的互相扶持與關愛。
影片的最後，成員們分享了她們對未來的期望。她們希望LE SSERAFIM能成為最出色的女團，不僅能在音樂上取得成功，還能講述屬於她們自己的故事。成員們表示，希望能在K-POP行業中留下深刻的印記，並持續努力達成更高的目標。

### 第二集
本集開始於2023年2月10日，洪恩採迎來了她作為《音乐银行》MC的首秀。她在清晨6點10分開始準備，雖然非常緊張，但她表現得十分出色，並在節目結束後感到非常滿意。她坦誠自己經常關注公眾的反應，擔心隨著年齡增長，自己可能不再像現在這樣受歡迎。
隨後，鏡頭轉向2023年8月6日的排練室，成員們為即將到來的首爾演唱會進行練習。導師鼓勵洪恩採在舞台上做自己，享受表演，而不是過於拘謹。成員們分享了她們在面對越來越多的粉絲和公眾關注時的壓力和焦慮，並討論了如何在保護自我形象和表現真實自我之間取得平衡。
紀錄片還展示了許允真在創作她的第三首自作曲時的心路歷程。她在2023年3月14日發行了這首歌曲，並透露創作過程中的挑戰與收穫。許允真表示，作曲和作詞讓她感到自己最真實的一面，並希望通過音樂傳達積極的能量，影響聽眾。
成員中村一葉也分享了她在成為偶像過程中的掙扎。她坦言自己在舞台上的自信心有時會波動，並表示在學習新的舞蹈動作時常常感到困難。她回憶起自己在成為偶像前，專注於芭蕾舞，但現在需要學習和適應更多樣化的表演形式。中村一葉表示，雖然這些挑戰讓她感到壓力，但她決心克服困難，成為更全面的表演者。
影片的最後，成員們分享了她們對未來的期望。她們希望LE SSERAFIM能成為最出色的女團，不僅能在音樂上取得成功，還能講述屬於她們自己的故事。成員們表示，希望能在K-POP行業中留下深刻的印記，並持續努力達成更高的目標。

### 第三集
本集開始於2023年5月1日，她們在CGV龍山IPARK商城舉行了《UNFORGIVEN》正規專輯的回歸秀放映會。成員們在放映會上與粉絲互動，感受到了粉絲們的熱情支持和對她們音樂的喜愛。這一刻讓她們深深感受到自己的努力得到了回報。
然而，隨著回歸活動的進行，成員們也面臨著更多的壓力和挑戰。影片展示了她們在錄音室中反覆練習的情景。中村一葉在錄製《UNFORGIVEN》時，感受到了巨大的壓力和疲憊，並在錄音過程中努力調整自己的聲音和情感。這一段真實地展示了她們在錄音室內的辛勤工作和對完美的追求。
此外，本集還深入探討了成員們在面對公眾和媒體時的心態。她們分享了在高壓下保持專業和展現自我的挑戰，並談論了在鏡頭前如何平衡真實情感與公眾形象的矛盾。特別是許允真，她談到在創作音樂時，如何利用這些挑戰和壓力來激發自己的靈感，並希望通過音樂傳遞積極的信息。
影片中，成員們還討論了她們在職業生涯中遇到的自我懷疑和對未來的擔憂。她們坦誠地分享了自己的內心掙扎，特別是當感到不確定和壓力時，如何相互支持和鼓勵。這些真實的對話讓觀眾更深入地了解她們的內心世界。
最後，影片展示了成員們在音樂錄影帶拍攝現場的情景。即使在身體狀況不佳的情況下，她們依然努力保持最佳狀態，完成拍攝工作。這一段展示了她們的專業精神和對工作的奉獻，讓觀眾對她們的敬業精神有了更深的認識。

### 第四集
這集聚焦於LE SSERAFIM首次巡演《FLAME RISES》的準備和進行過程。本集開始於2023年8月6日，距離首爾演唱會僅有六天，成員們在練習室中討論和排練新的演出內容。他們認真地進行每一個細節的排練，並提出了許多創意，以確保演出能夠給觀眾帶來新鮮和驚喜的感受。
隨著演出的臨近，成員們的緊張和興奮情緒也逐漸高漲。她們討論了如何與粉絲互動，並計劃了一些特別的環節來增加演出的趣味性。2023年8月12日，首爾演唱會正式開始，成員們在舞台上展現了她們的才華和努力，贏得了現場觀眾的熱烈掌聲和支持。
在首爾演唱會之後，LE SSERAFIM開始了亞洲巡演，包括名古屋、東京、大阪、香港和雅加達等地的演出。每一場演出都充滿了挑戰，但她們依然保持高昂的士氣和專業精神。成員們在面對疲憊和壓力時，互相支持，並努力保持演出的高水準。
然而，巡演並非一帆風順。2023年10月6日，距離曼谷演出僅有一天，成員們中有三人感染了A型流感，迫使她們取消了接下來的演出。這一決定讓成員們感到非常失落和自責，但她們知道健康是最重要的，並希望能夠早日康復，重新站上舞台。
隨後，影片展示了成員金采源因健康問題暫停活動的情景。她在接受治療和恢復期間，依然心繫團隊和粉絲，並在2023年11月4日的暴雪嘉年华活動中以健康的姿態回歸，展現了她的堅韌和奉獻精神。
影片中還包含了一些粉絲的訪談，展示了他們對LE SSERAFIM的熱愛和支持。粉絲們分享了她們如何在LE SSERAFIM的音樂和表演中找到力量和啟發，並表示會一直支持她們，無論遇到什麼挑戰。

### 第五集
這集深入探討了LE SSERAFIM成員們在音樂事業中的心路歷程和挑戰。本集展示了成員們在2023年末的活動和心情，以及她們對未來的展望。
影片開始於成員們對於《Perfect Night》這首歌的討論，這首歌在各大音樂榜單上取得了優異成績，但也給成員們帶來了壓力。她們在接受訪問時，談到如何在享受成功的同時，應對隨之而來的期望和壓力。成員們表達了對於下一步計劃的擔憂，希望能夠超越自己之前的成績。
隨後，影片轉向她們在錄音室和拍攝現場的日常工作。成員們在錄製和拍攝新歌《EASY》時，面臨了許多挑戰。儘管有時候感到疲憊和壓力，她們依然努力保持專業，並互相支持完成每一個細節。在拍攝過程中，成員們表現出極大的耐心和毅力，即使在多次拍攝失敗後，仍然保持積極的態度。
影片還展示了成員們之間的深厚友情和團隊精神。她們在面對壓力時互相鼓勵，共同度過困難時刻。特別是中村一葉和宮脇咲良，她們分享了自己在這段旅程中的心聲，談到在這個行業中如何尋找自我價值和幸福感。她們坦誠地表達了對於未來的期望，希望在努力工作的同時，也能找到真正的快樂和滿足。
最後，成員們在洛杉矶的一次聚會中，深情回顧了這段時間以來的經歷。她們談到在困難時期的相互支持和鼓勵，並表示這段經歷讓她們更加堅定地走在追夢的道路上。影片結束時，成員們一起向觀眾表示感謝，並希望未來能夠繼續帶給大家更多的音樂和感動。

## 軼聞
在第三集中，宮脇咲良獨自在練舞室預備練習《ANTIFRAGILE》。播第一遍時，她邊預備邊調整心情；到了第二遍時，雖然已經預備好姿勢，還是淚崩。這正是2022年12月28日播出團綜《DAY OFF Season2 in JEJU》中宮脇咲良自己提到的。
影片中紀錄的時間段並不完全集中在2022年至2023年末。在某些訪問片段中，成員們的髮型和服裝與前一部紀錄片《The World Is My Oyster》中的相同，甚至有些紀錄片段拍攝於她們出道之前，且是未收錄的畫面。

## 外部連結
- YouTube上的《Make It Look Easy》播放列表